# György Horkai
György Horkai (né le 1er juillet 1954 à Budapest) est un joueur de water-polo hongrois, champion olympique en 1976 à Montréal.